# Fredrik Enquist
Fredrik Karl Enquist, född 16 mars 1885 i Stockholm, död 26 maj 1963 i Sankt Görans församling, Stockholm, var en svensk geograf.

## Biografi
Efter studentexamen i Stockholm 1904 studerade Enquist vid Kungliga Tekniska högskolan 1904–05, blev filosofie kandidat vid Uppsala universitet 1912, filosofie licentiat 1914, filosofie doktor 1917 på avhandlingen Der Einfluss des Windes auf die Verteilung der Gletscher (1916) och var docent i fysisk geografi vid Uppsala universitet 1917–38. Han företog bland annat en studieresa till Brasilien 1920–21. Han var professor i geografi (med handelsgeografi) och etnografi vid Göteborgs högskola 1938–51. Han invaldes som ledamot av Kungliga Vetenskaps- och Vitterhetssamhället i Göteborg 1940 och var även ledamot av Svenska nationalkommittén för geografi. 
År 1910, som 25-årig geografistudent, ledde Fredrik Enquist en expedition till Tarfaladalen och Kebnekaise för geografisk kartläggning av området och dess glaciärer. Han tog 128 fotografier med en specialutrustad lådkamera från väldokumenterade platser kring Tarfaladalen. Dessa har varit viktigt jämförelsematerial för forskning kring glaciärernas utbredning och tillbakagång under det senaste seklet.
Enquists arbeten behandlar huvudsakligen nutida glaciärer, den kvartära nedisningen och isostasien. Bland hans arbeten märks Eine Theorie für die Ursache der Eiszeit (1915), Die glaziale Entwicklungsgeschichte Nordwestskandinaviens (1918), Isostasi och rörelser i jordskorpan (1926). Därutöver behandlade han sambandet mellan klimat och växtgränser (1924) och samtliga växlingar i klimat och skörderesultat (1926).